# NGC 1228
NGC 1228 (również PGC 11735 lub UGCA 54) – galaktyka spiralna z poprzeczką (SB0-a), znajdująca się w gwiazdozbiorze Erydanu. Odkrył ją w 1886 roku Francis Leavenworth. Wraz z galaktykami NGC 1229, NGC 1230 i IC 1892 została skatalogowana jako Arp 332 w Atlasie Osobliwych Galaktyk.